# Агамовые
Ага́мовые (лат. Agamidae) — семейство чешуйчатых пресмыкающихся из подотряда игуанообразных.
Ящерицы средних и мелких размеров с дневной активностью. Длина туловища с хвостом от 8 см у мелких круглоголовок до 1 м у парусных ящериц. В семейство входят наземные, древесные, роющие формы, способные к планирующему полёту виды (род Draco), виды, способные к водному образу жизни (роды Hydrosaurus и Physignathus).

## Описание
Длина тела 4—35 см. В основном представители семейства коричневого цвета, серого или чёрного или зелёного цветов. У множества видов окраска различается у обоих полов; некоторые могут менять окраску.

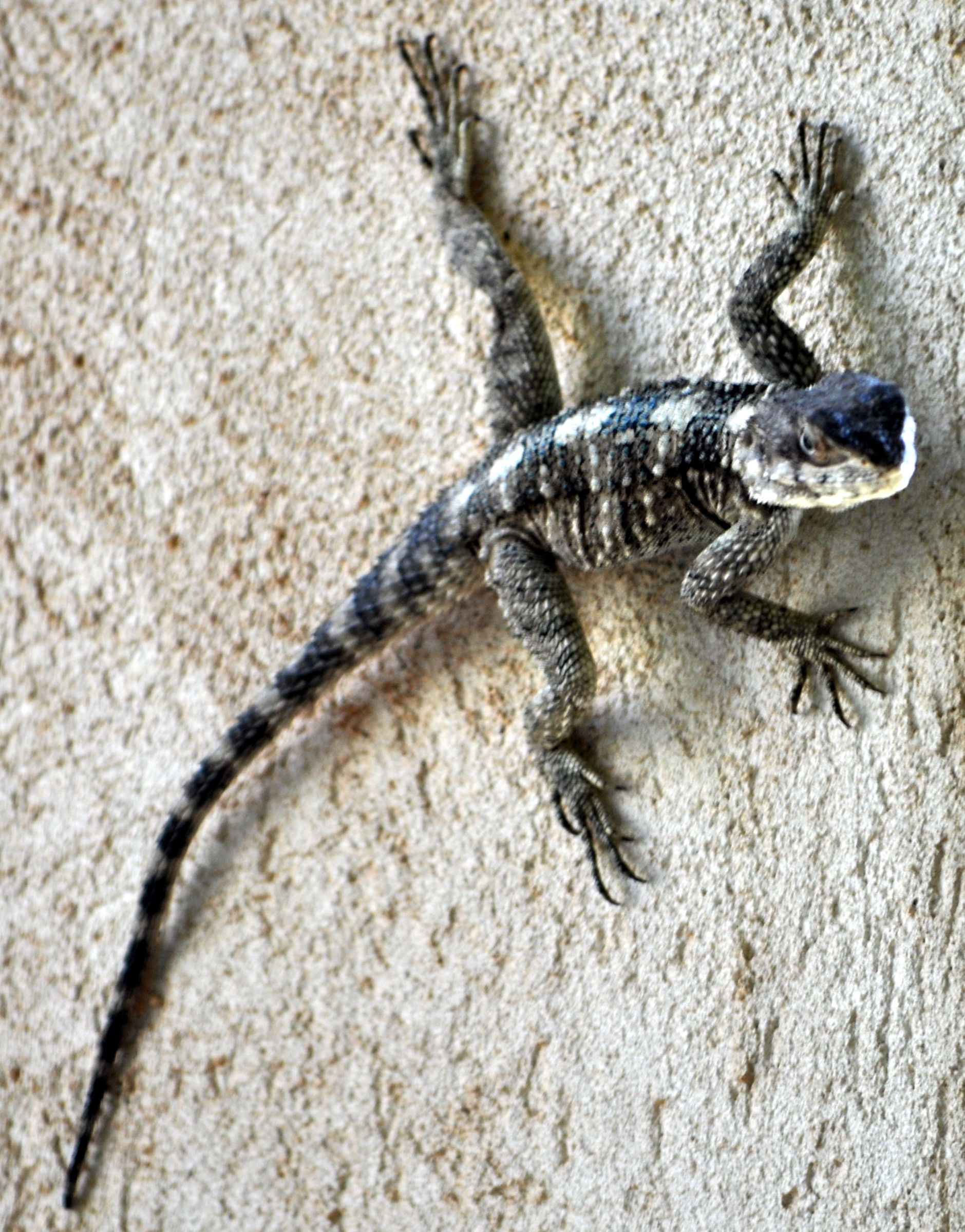
Стеллион

Чешуи килеватые или превратившиеся в шипы; у многих видов самки и самцы имеют разные формы шипов на голове, имеются веерообразные горловые сумки и воротники на шее, складки, гребни, или увеличенные шипы на спине или хвосте.

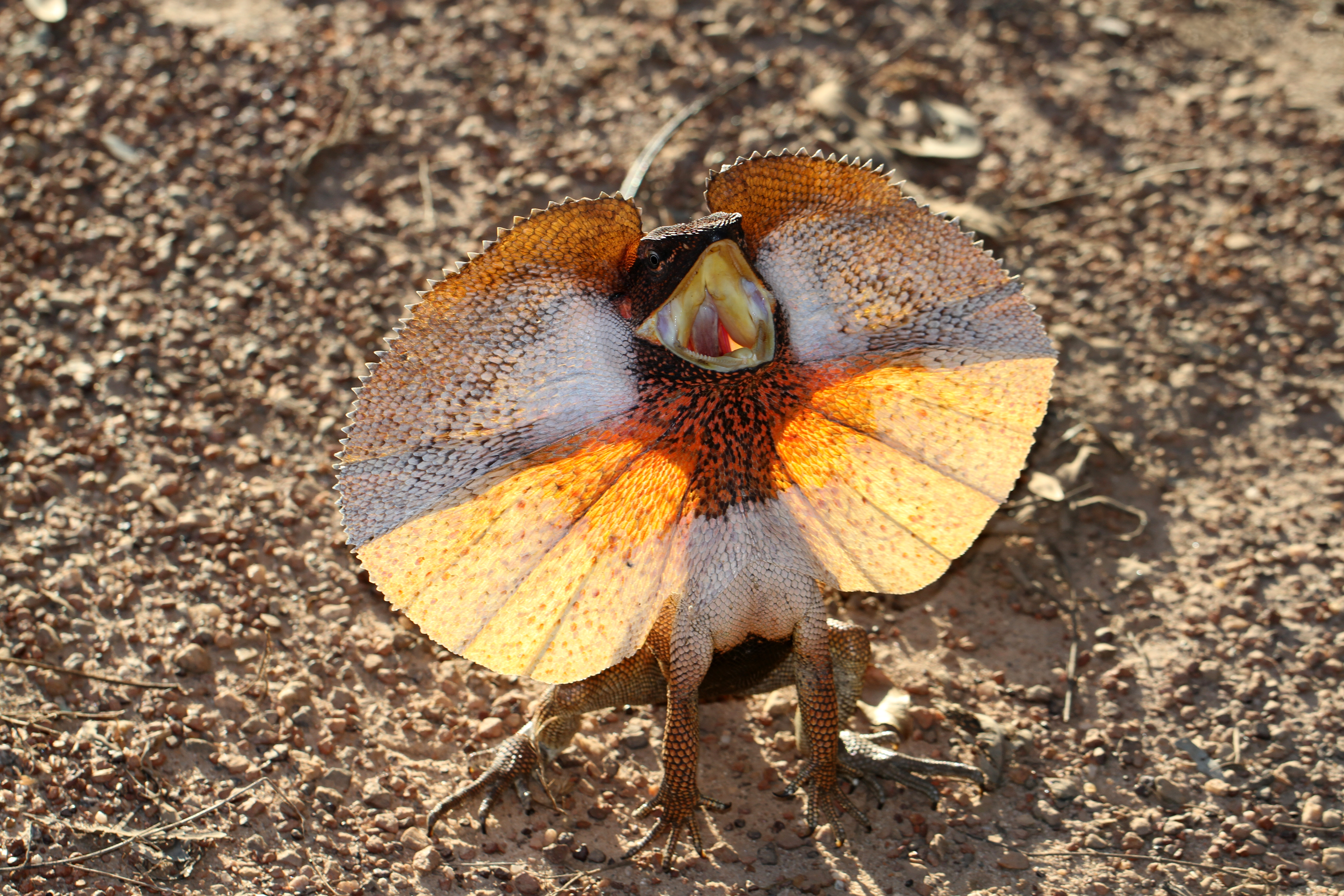
Плащеносная ящерица

Голова большая и заметно отделена от шеи, тело цилиндрическое, сжатое; пятый палец на задних ногах отсутствует или редуцирован; хвост длинный и у большинства видов не ломкий. Глаза и веки хорошо развиты. Язык толстый и мясистый, тупой и слегка зазубренный на конце. Зубы акродонтные, часто резцевидные спереди, или длинные и похожие на клык. Кпереди от клоаки или на нижней поверхности бёдер у большинства видов расположены кожные железы. Большинство видов яйцекладущие.

## Распространение
Представители агамовых встречаются в Европе, Азии (включая Малайский архипелаг), Африке (кроме Мадагаскара), Австралии. Населяют различные биотопы, легко адаптируются к различным условиям. Они встречаются в степях, лесных регионах, пустынях, по берегам водоёмов, в горах.

## Классификация
Выделяют 6 подсемейств, объединяющих 34 рода и более 350 видов.
- подсемейство Uromastycinae
  - род Шипохвосты (Uromastix)
  - род Saara
- подсемейство Leiolepidinae
  - род Агамы-бабочки (Leiolepis)
- подсемейство Amphibolurinae — включает австралийские и новогвинейские роды
- подсемейство Hydrosaurinae
  - род Парусные ящерицы (Hydrosaurus)
- подсемейство Draconinae — включает роды, обитающие в Южной и Юго-Восточной Азии
- подсемейство Агамы афроаравийские (Agaminae) — включает африканские, азиатские и европейские роды

### Роды
На конец 2011 года в семействе насчитывалось 418 видов, входящих в 54 рода:
| Латинское название | Русское название                                         | Количество видов |
| ------------------ | -------------------------------------------------------- | ---------------- |
| Acanthocercus      | -                                                        | 8                |
| Acanthosaura       | Акантозавры                                              | 10               |
| Agama              | Агамы (собственно)                                       | 38               |
| Amphibolurus       | Бородатые ящерицы, или бородатые агамы, или амфиболурусы | 2                |
| Aphaniotis         | Безухие агамы                                            | 3                |
| Brachysaura        | Брахизавры                                               | 1                |
| Bronchocela        | Калоты Каупа                                             | 10               |
| Bufoniceps         | -                                                        | 1                |
| Caimanops          | Каймановые агамы, или каймановые драконы                 | 1                |
| Calotes            | Калоты                                                   | 23               |
| Ceratophora        | Рогатые агамы                                            | 5                |
| Chelosania         | Хелозании                                                | 1                |
| Chlamydosaurus     | Плащеносные ящерицы                                      | 1                |
| Complicitus        | -                                                        | 1                |
| Cophotis           | Живородящие агамы                                        | 2                |
| Coryphophylax      | Гребенчатые лесные драконы                               | 1                |
| Cryptagama         | -                                                        | 1                |
| Ctenophorus        | -                                                        | 24               |
| Dendragama         | Древесные суматранские агамы                             | 1                |
| Diporiphora        | Двухпоровые австралийские агамы                          | 17               |
| Draco              | Летучие драконы                                          | 41               |
| Gonocephalus       | Лесные драконы, или гоноцефалы                           | 17               |
| Harpesaurus        | Харпезавры                                               | 5                |
| Hydrosaurus        | Парусные ящерицы                                         | 3                |
| Hypsicalotes       | -                                                        | 1                |
| Hypsilurus         | Австрало-новогвинейские лесные драконы                   | 19               |
| Istiurus           | -                                                        | 1                |
| Japalura           | Япалуры                                                  | 26               |
| Laudakia           | Азиатские горные агамы                                   | 20               |
| Leiolepis          | Агамы-бабочки                                            | 8                |
| Lophocalotes       | Лофокалоты                                               | 1                |
| Lophognathus       | Австралийские водяные ящерицы                            | 5                |
| Lyriocephalus      | Цейлонские агамы, или шишконосые агамы                   | 1                |
| Mantheyus          | -                                                        | 1                |
| Moloch             | Молохи                                                   | 1                |
| Oriocalotes        | Гималайские ориокалоты                                   | 1                |
| Otocryptis         | Скрытоухие агамы                                         | 3                |
| Phoxophrys         | Фоксофрисы, или борнеоские горные агамы                  | 5                |
| Phrynocephalus     | Круглоголовки                                            | 26               |
| Physignathus       | Водяные ящерицы                                          | 1                |
| Pogona             | -                                                        | 8                |
| Psammophilus       | Песчаные агамы                                           | 2                |
| Pseudocalotes      | Псевдокалоты                                             | 14               |
| Pseudocophotis     | -                                                        | 2                |
| Pseudotrapelus     | Агамы-псевдотрапелусы                                    | 1                |
| Ptyctolaemus       | Ассамские агамы                                          | 2                |
| Rankinia           | -                                                        | 1                |
| Salea              | -                                                        | 3                |
| Sitana             | Ситаны                                                   | 4                |
| Thaumatorhynchus   | Агамы Брукса                                             | 1                |
| Trapelus           | Равнинные агамы                                          | 15               |
| Tympanocryptis     | Австралийские скрытоухие агамы                           | 8                |
| Uromastyx          | Шипохвосты                                               | 18               |
| Xenagama           | Ксенагамы                                                | 2                |

## Галерея

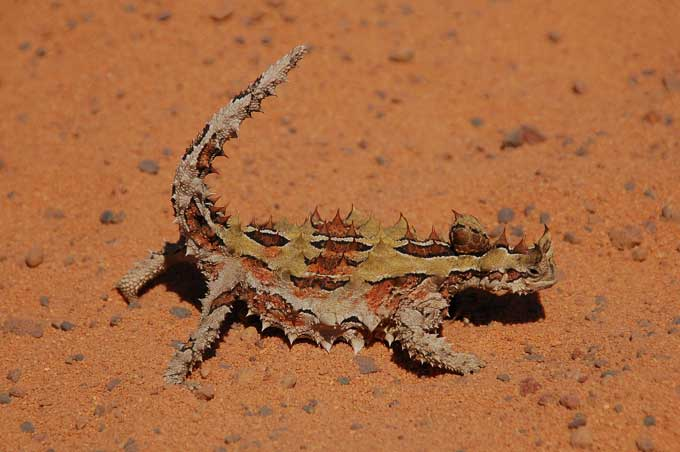
Молох (Moloch horridus)
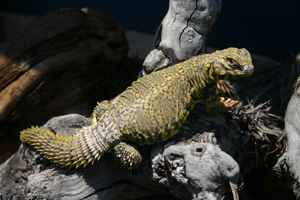
Шипохвост Гейра (Uromastyx geyri)
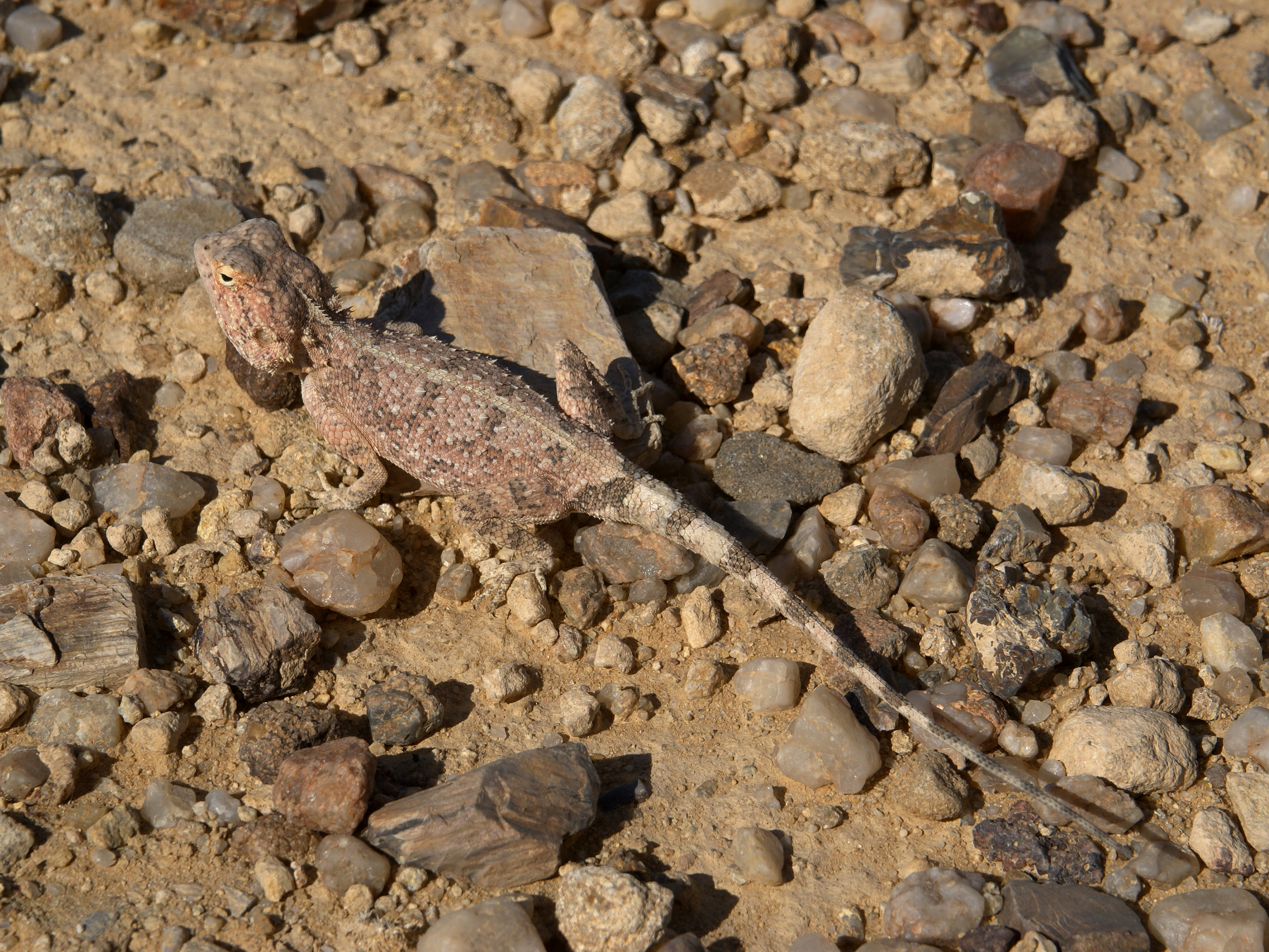
Шиповатая агама (Agama aculeata)
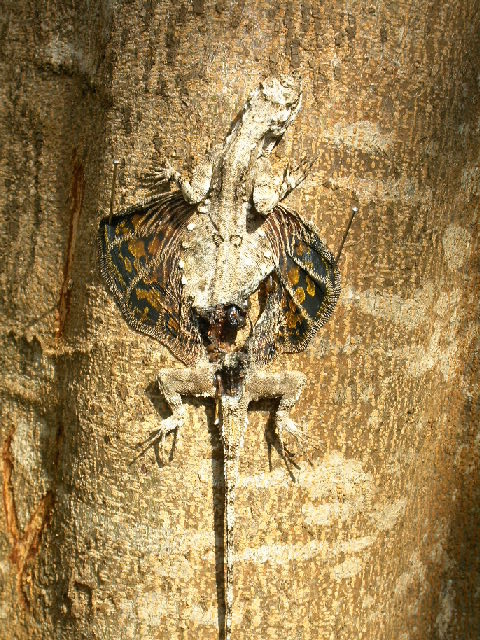
Летучий дракон Draco dussumieri